# Mas d'en Puig
|  | Per a altres significats, vegeu «Mas d'en Puig d'Heura». |

Mas d'en Puig és una masia a l'oest del nucli urbà de la població de Roses (Alt Empordà), al marge esquerre de la carretera de Roses a l'Estació de Vilajuïga, prop del quilòmetre 2. Aquest conjunt d'edificis catalogats a l'Inventari del Patrimoni Arquitectònic de Catalunya, és format per quatre grans cossos adossats, afegits en diferents èpoques.
El cos més antic, amb una orientació est-oest, és de planta rectangular, amb la coberta a dos vessants i doble ràfec de teula àrab. Consta de planta baixa i un pis, i està precedit per un porxo format per tres grans arcs carpanells bastits amb maó, i una terrassa amb barana d'obra i gelosia, amb sortida des de la primera planta. La façana principal, orientada al sud i amb sortida a un pati, presenta tres obertures al pis i tres més a la planta baixa, totes elles rectangulars i amb diverses refeccions modernes. A l'interior, els sostres són plans, de rajoles i canyes, i també hi ha un únic espai cobert amb volta de pedra. La planta baixa estava destinada al bestiar, mentre que a la primera hi havia les habitacions, la cuina amb el forn de pa i la sala. El pati, de planta quadrada, està delimitat per la distribució dels cossos adossats a l'edifici antic.
A l'oest hi ha un cos de planta rectangular, amb coberta a una vessant, destinat a les quadres pel bestiar i, adossat a aquest per la part sud, un altre petit cos de les mateixes característiques. A l'est hi ha un altre gran edifici de planta rectangular amb coberta a dues vessants, format per planta baixa, planta pis i altell. A diferència dels altres, aquest cos està arrebossat i pintat exteriorment. I adossat a aquest últim per la part est hi ha un cos de planta quadrada i dos pisos d'alçada, de construcció molt més recent. Presenta la coberta plana amb un terrat delimitat per una barana d'obra amb gelosia i escales laterals a l'est per accedir al primer pis. Està arrebossat i pintat de blanc. Al sector de llevant de la masia hi ha dos cossos més aïllats destinats a les tasques ramaderes.
El primer propietari documentat és Ferran Arola i Recasens que va morir el 27 de març de 1879 a l'edat de 80 anys. Durant el setge de Roses dels anys 1794-1795, l'exèrcit francès va situar una bateria d'artilleria darrera de Mas Climent, anomenat en aquell temps "casa de los pastores", que apuntava a la Ciutadella de Roses. El 1989 els masovers abandonen l'heretat i és venuda a la companyia Mas Climent. Actualment hi resideix el majordom.